# Alif Alif-atol
Het Alif Alif-atol (Ari-atol) is de naam van een bestuurlijke divisie van de Maldiven.

## Beschrijving
Het Alif Alif-atol bestaat uit 33 afzonderlijke eilanden, waarvan er acht worden bewoond door in totaal 6317 mensen (2008). De hoofdstad van de eilandengroep is Rasdhoo. Atoll chief is Mohamed Shafeeu; de eilanden worden bestuurd door Ibrahim Waheed.

## Geografische indeling

### Atollen
De volgende atollen maken deel uit van het Alif Alif-atol:
1. Thodu
2. Rasdhoo-atol
3. Het noordelijke deel van het Ari-atol

### Eilanden

#### Bewoonde eilanden
De volgende bewoonde eilanden maken deel uit van het Alif Alif-atol:
| Eiland        | Bevolking (census 1995) | Bevolking (census 2000) |
| ------------- | ----------------------- | ----------------------- |
| Bodufulhadhoo | 426                     | 458                     |
| Feridhoo      | 462                     | 483                     |
| Himandhoo     | 425                     | 471                     |
| Maalhos       | 416                     | 389                     |
| Mathiveri     | 507                     | 512                     |
| Rasdhoo       | 715                     | 921                     |
| Thoddoo       | 983                     | 1071                    |
| Ukulhas       | 570                     | 535                     |

#### Onbewoonde eilanden
De volgende onbewoonde eilanden maken deel uit van het Alif Alif-atol:
| Alikoirah         | Kudafolhudhoo     |
| Bathalaa          | Kuramathi         |
| Beyrumadivaru     | Maagaa            |
| Dhin-nolhufinolhu | Maayyafushi       |
| Ellaidhoo         | Madivarufinolhu   |
| Etheramadivaru    | Madoogali         |
| Fesdhoo           | Mathivereefinolhu |
| Fusfinolhu        | Meerufenfushi     |
| Fushi             | Mushimasgali      |
| Gaagandu          | Rasdhoo madivaru  |
| Gaathufushi       | Velidhoo          |
| Gangehi           | Veligandu         |
| Halaveli          | Vihamaafaru       |
| Kandholhudhoo     |                   |

Haa Alif-atol · Haa Dhaalu-atol · Shaviyani-atol · Noonu-atol · Raa-atol · Baa-atol · Lhaviyani-atol · Kaafu-atol · Alif Alif-atol · Alif Dhaal-atol · Vaavu-atol · Meemu-atol · Faafu-atol · Dhaalu-atol · Thaa-atol · Laamu-atol · Gaafu Alif-atol · Gaafu Dhaalu-atol · Gnaviyani-atol · Seenu-atol · Malé